# Cobi Jones
Cobi N’Gai Jones (ur. 16 czerwca 1970 w Detroit) – amerykański trener i piłkarz występujący na pozycji prawego pomocnika. W reprezentacji wystąpił 164 razy, co czyni go jedynym ze światowych rekordzistów.
Obecnie pracuje jako asystent trenera w Los Angeles Galaxy. Karierę rozpoczął w 1988 roku w college'u UCLA, gdzie w ciągu czterech lat rozegrał 90 meczów i strzelił w nich 23 gole. Następnie w sezonie 1994/1995 przeniósł się do Anglii, gdzie został graczem Coventry City, klubu Premiership. Kariery jednak tam nie zrobił i po roku odszedł do jednego z potentatów ligi brazylijskiej – CR Vasco da Gama. W 1996 roku, zaraz po powstaniu Major League Soccer w Stanach Zjednoczonych przeniósł się do drużyny Los Angeles Galaxy, gdzie grał do 2007 roku. Rozegrał dla niego 305 ligowych spotkań i zdobył 70 goli.
Jones jest rekordzistą pod względem liczby występów w reprezentacji Stanów Zjednoczonych. W latach 1992–2004 rozegrał dla niej 158 meczów i strzelił 14 bramek. Brał udział między innymi w Mistrzostwach Świata 1994, 1998 i 2002, został wybrany do najlepszej jedenastki Złotego Pucharu CONCACAF 2000 oraz zwyciężył w Złotym Pucharze CONCACAF 2002, był także uczestnikiem Igrzysk Olimpijskich w Barcelonie i Copa América 1995.